# Cyanotis thwaitesii
Cyanotis thwaitesii är en himmelsblomsväxtart som beskrevs av Justus Carl Hasskarl. Cyanotis thwaitesii ingår i släktet Cyanotis och familjen himmelsblomsväxter. Inga underarter finns listade.